# Ilie G. Murgulescu
Ilie G. Murgulescu (n. 27 ianuarie 1902, Cornu, România – d. 28 octombrie 1991, București, România) a fost un chimist român, membru titular al Academiei Române din 1952 și președinte al Academiei între anii 1963-1966. Ilie G. Murgulescu provenit dintr-o familie modestǎ și a avut o carieră remarcabilă.

## Biografie
În decembrie 1944 a devenit membru al Partidului Comunist din România.
Între anii 1947-1949 a fost rector al Institutului Politehnic Timișoara, iar din 1949 până în 1950 este numit rector al Universității din Bucuresti.
Ilie Murgulescu a fost deputat în Marea Adunare Națională în sesiunile din perioada 1948 - 1975. Spre sfârșitul carierei sale, Ilie Murgulescu a ocupat funcția de președinte al Marii Adunări Naționale, de unde a fost înlăturat în 1970 (prin pensionare), întrucât s-a opus «unificării» învățământului chimic superior din centrele universitare București și Iași, prin contopirea Facultăților de Chimie și Chimie industrială.
Ilie G. Murgulescu a fost ministrul învățământului superior în perioada 24 ianuarie 1953 - 28 octombrie 1953, în cadrul guvernului condus de Gheorghe Gheorghiu-Dej. Ilie Murgulescu a fost ministru al învățământului și culturii în perioada 21 martie 1961 - 9 iunie 1962 și ministru al învățământului în perioada 9 iunie 1962 - 16 aprilie 1963, în guvernul Ion Gheorghe Maurer.
Ilie Murgulescu a fondat Institutul de Chimie Fizică al Academiei Române pe care l-a condus până în 1977.
A fost căsătorit cu Elena Murgulescu, profesor universitar de matematică la Institutul Politehnic București.

## Decorații
- Medalia „A cincea aniversare a Republicii Populare Române” (24 decembrie 1952) „pentru lupta și munca duse în vederea făuririi, consolidării și prosperării Republicii Populare Române”[7]
- Ordinul Muncii clasa I (14 septembrie 1953)[8]
- Ordinul „Steaua Republicii Populare Romîne” clasa a III-a (21 august 1954) „pentru merite deosebite pe tărîmul construcției de stat, economice, sociale și culturale, cu ocazia celei de a zecea aniversări a eliberării patriei noastre”[9]
- Ordinul „23 August” clasa a III-a (12 august 1959) „pentru merite deosebite în opera de construire a socialismului”[10]
- Medalia „40 de ani de la înființarea Partidului Comunist din Romînia” (6 mai 1961) „pentru merite în activitatea de partid și întărirea regimului democrat-popular”[11]
- Ordinul „23 August” clasa I (18 august 1964) „pentru merite deosebite în opera de construire a socialismului, cu prilejul celei de a XX-a aniversări a eliberării patriei”[12]
- titlul de „Profesor Emerit al Republicii Populare Romîne” (13 octombrie 1964) „cu prilejul aniversarii a 100 de ani de la înființarea Universității din București, pentru activitate îndelungată, contribuție în dezvoltarea științei și merite deosebite în dezvoltarea învățămîntului superior”[13]
- Ordinul „Tudor Vladimirescu” clasa a II-a (30 aprilie 1966) „cu prilejul celei de-a 45-a aniversări de la înființarea Partidului Partidului Comunist din România, pentru merite deosebite în opera de construire a socialismului”[14]
- Ordinul „Meritul Științific” clasa I (26 septembrie 1966) „pentru merite deosebite în activitatea științifică, cu prilejul Centenarului Academiei Republicii Socialiste România”[15]
- titlul de Om de știință emerit al Republicii Socialiste România (26 iunie 1969) „în semn de prețuire a personalului didactic pentru activitatea meritorie în domeniul instruirii și educării elevilor și studenților și a contribuției aduse la dezvoltarea învățămîntului și culturii din patria noastră”[16]
- titlul de Erou al Muncii Socialiste și medalia de aur „Secera și ciocanul” (4 mai 1971) „cu prilejul aniversării a 50 de ani de la constituirea Partidului Comunist Român, [...] pentru merite deosebite în opera de construire a socialismului”[17]
- Ordinul „Apărarea Patriei” clasa I (7 mai 1981) „pentru rezultatele obținute în îndeplinirea cincinalului 1976–1980, pentru contribuția deosebită adusă la înfăptuirea politicii Partidului Comunist Român de făurire a societății socialiste multilateral dezvoltate în patria noastră, cu prilejul aniversării a 60 de ani de la făurirea Partidului Comunist Român”[18]